# Circeis
Circeis (llatí: Circeii grec antic: Κιρκαία) va ser una ciutat del Latium al peu del puig Circeu. (Mons Circeius o Circello) i a poca distància del mar.
Suposadament Tarquini el Superb hi va establir una colònia romana, al mateix temps que la de Sígnia, però no se sap si abans ja hi havia una ciutat dels volscs i dels etruscs. Segons Dionís d'Halicarnàs, la seva situació estratègica va fer que Tarquini hi establís una colònia per aturar els volscs.
Va ser una de les ciutats del Laci que va signar el tractat amb Roma i Cartago després de l'expulsió de Tarquini. Coriolà la va conquerir, va expulsar els colons romans i la va entregar als volscs però els romans la van recuperar tres anys abans de la guerra gal·la i hi van enviar una nova colònia romana, però al cap de pocs temps aquesta colònia i Velitres es van revoltar i es van aliar al volscs i van aconseguir fer-se independents, estatus que mantenien en començar la Guerra llatina l'any 340 aC.
Circeis va ser una de les ciutats membres de la Lliga Llatina, i Luci Numisi, un ciutadà de Circeis, era un dels dos pretors que dirigia la Lliga, segons diu Titus Livi. Després de la guerra no se sap que li va passar a la ciutat però és segur que va ser dominada per Roma, i apareix a la Segona Guerra Púnica com una de les trenta colònies llatines, i una de les 12 que no va poder subministrar les taxes i materials demanats per Roma.
L'any 189 aC els ostatges cartaginesos van intentar una revolta d'esclaus a la regió. Després va entrar en decadència i va acabar com una petita ciutat, segons Estrabó, però al final de la República i al principi de l'Imperi l'establiment d'algunes viles de romans rics li van permetre de recuperar-se. Tiberi i Domicià van tenir vil·les a la ciutat.
La ciutat cultivava ostres que eren de les més apreciades pels romans, segons Plini el Vell. La seva posició aïllada va fer que fos una ciutat on portar els exiliats, i Lèpid després de la seva deposició per Octavi, va ser confinat a Circeis.
Se la menciona per última vegada a la Taula de Peutinger, que la situa a unes 19.000 passes d'Astura, per la costa i a 15.000 de Tarracina. Va desaparèixer al final de l'imperi.
Es conserven algunes ruïnes al Monte della Cittadella a uns 3 km de la costa, prop del llogaret de San Felice; del port no en queden restes i probablement estava situat a l'actual Porto di Paola.